# Diósgyőri Vasgyárak Testgyakorló Köre 2011-2012
Questa voce raccoglie le informazioni riguardanti il Diósgyőri Vasgyárak Testgyakorló Köre nelle competizioni ufficiali della stagione 2011-2012.

## Rosa
Fonte:
| N. |                     | Ruolo | Calciatore            |
| -- | ------------------- | ----- | --------------------- |
|    | Ungheria (bandiera) | P     | Balázs Farkas         |
|    | Croazia (bandiera)  | P     | Ivan Radoš            |
|    | Ungheria (bandiera) | P     | Róbert Ragályi        |
|    | Ungheria (bandiera) | P     | Bence Rakaczki        |
|    | Ungheria (bandiera) | P     | Norbert Tajti         |
|    | Ungheria (bandiera) | D     | Krisztián Budovinszky |
|    | Ungheria (bandiera) | D     | Gábor Eperjesi        |
|    | Croazia (bandiera)  | D     | Igor Gal              |
|    | Ungheria (bandiera) | D     | Gergő Gohér           |
|    | Ungheria (bandiera) | D     | Zsolt Kovács          |
|    | Ungheria (bandiera) | D     | Tamás Nagy            |
|    | Serbia (bandiera)   | D     | Savo Raković          |
|    | Ungheria (bandiera) | D     | Viktor Vadász         |
|    | Ungheria (bandiera) | D     | András Vági           |
|    | Camerun (bandiera)  | C     | Mohamadou Abdouraman  |
|    | Bolivia (bandiera)  | C     | Vicente Arze          |
|    | Brasile (bandiera)  | C     | Bernardo Frizoni      |

| N. |                       | Ruolo | Calciatore            |
| -- | --------------------- | ----- | --------------------- |
|    | Ungheria (bandiera)   | C     | Péter Bogáti          |
|    | Ungheria (bandiera)   | C     | Martin Csirszki       |
|    | Ungheria (bandiera)   | C     | Máté Czégel           |
|    | Ungheria (bandiera)   | C     | Attila Dobos          |
|    | Spagna (bandiera)     | C     | Fernando              |
|    | Slovacchia (bandiera) | C     | Richárd Illés         |
|    | Ungheria (bandiera)   | C     | Ákos Lippai           |
|    | Spagna (bandiera)     | C     | José Juan Luque       |
|    | Spagna (bandiera)     | C     | Paco Gallardo         |
|    | Marocco (bandiera)    | C     | Youssef Sekour        |
|    | Ungheria (bandiera)   | C     | Péter Takács          |
|    | Ungheria (bandiera)   | A     | Patrik Bacsa          |
|    | Camerun (bandiera)    | A     | George Menougong      |
|    | Camerun (bandiera)    | A     | Abdurraman Muhammedou |
|    | Francia (bandiera)    | A     | L'Imam Seydi          |
|    | Ungheria (bandiera)   | A     | Tibor Tisza           |